# Yi So-yeon
Yi So-yeon (Gwangju, Corea del Sud, 2 de juny de 1978) és una biotecnòloga i astronauta coreana. El 2008 es va convertir en la primera coreana i una de les primeres dones asiàtiques en viatjar a l'espai en participar en el programa rus Soiuz. Entre el 8 i el 19 d'abril d'aquest any va viure a la Estació Espacial Internacional on realitzà diversos experiments pel Korea Aerospace Research Institute.